# A-363
La A-363 es una carretera andaluza perteneciente a la red intercomarcal que conecta las provincias de Cádiz y Sevilla. Comunica Morón de la Frontera con Olvera.
La carretera inicia en la A-406, en el término municipal de Morón de la Frontera, atraviesa Pruna y Olvera hasta llegar a la A-384 y la CA-9109.

## Recorrido
Localidades recorridas y enlaces:

### Provincia de Sevilla
- Morón de la Frontera - A-406 a Morón de la Frontera y Sierra de Yeguas.
- Pruna - SE-9225 a Algámitas
- Pruna - travesía

### Provincia de Cádiz
- Olvera - travesía
- Olvera - CA-9102 a Olvera y A-384
- Olvera - A-384 a Antequera y Arcos de la Frontera
- Olvera - CA-9109 a Algodonales y El Gastor

## Historia
Antes de su traspaso a la Junta de Andalucía en 1984, el trazado de la A-363 estaba formado por tres carreteras dependientes del Ministerio de Transportes, Turismo y Comunicaciones. La SE-453, que conectaba la actual A-406 con Pruna y las carreteras SE-454 y CA-454, que conectaban Pruna con Olvera.